# Ausbildungszentrum Spezielle Operationen
Das Ausbildungszentrum Spezielle Operationen (AusbZSpezlOp), bis 31. März 2003 Internationale Fernspähschule (IntFeSpähS), in der Staufer-Kaserne in Pfullendorf, Landkreis Sigmaringen, Baden-Württemberg ist eine der Ausbildungseinrichtungen des Heeres und insbesondere für die Ausbildung der Spezialkräfte und spezialisierten Kräfte der Bundeswehr und befreundeter Streitkräfte zuständig.

## Geschichte
Im Jahr 1961 wurde an der damaligen Luftlande- und Lufttransportschule in Altenstadt/Schongau die Lehrgruppe R für die Ausbildung der Fernspähtruppe der Bundeswehr aufgestellt. Aus ihr ging die Fernspählehrkompanie 200 hervor. Im Jahr 1973 wurde das Fernspähausbildungszentrum 900 in Neuhausen ob Eck zur Ausbildung der Fernspäher aufgestellt. Ein Jahr später begannen erste Überlegungen zur Gründung einer internationalen Fernspähschule. Ab 1977 entsandten Belgien, die Niederlande und das Vereinigte Königreich Soldaten, um den Aufbau einer gemeinsamen Schule mit Deutschland zu planen. Diese wurde am 12. Juli 1979 als Internationale Fernspähschule gegründet. Das Fernspähausbildungszentrum 900 wurde aufgelöst und die Fernspähschule integriert. Am 1. Mai 1980 wurde die Schule nach Weingarten und im Jahr 1997 nach Pfullendorf verlegt. Am 1. April 2003 erfolgte die Umbenennung zu Ausbildungszentrum Spezielle Operationen. Mit der Umstrukturierung zum Ausbildungszentrum wurde die gesamte Ausbildung im Bereich SERE (Survival, Evasion, Resistance, Extraction) am Standort Pfullendorf konzentriert, die entsprechende Inspektion an der vorherigen Luftlande-/Lufttransportschule in dem Zusammenhang nach Pfullendorf überführt und dort neu aufgestellt.
Am 27. Januar 2017 wurde sieben Soldaten des Ausbildungszentrums aus der Dienstgradgruppe der Mannschaften wegen zweifelhafter Aufnahmerituale die Ausübung des Dienstes auf Grundlage von § 22 Soldatengesetz verboten. Ermittlungen der Staatsanwaltschaft Hechingen sollten dem Verdacht der Freiheitsberaubung, gefährlichen Körperverletzung, Gewaltdarstellung und Nötigung durch Vorgesetzte nachgehen. Laut Spiegel Online beschwerte sich im Oktober 2016 eine Sanitätsoffizierin beim Wehrbeauftragten des Deutschen Bundestages über entwürdigende Rituale. Unter anderem hätten sich Soldaten ausziehen müssen und seien dabei von Vorgesetzten gefilmt worden. In anderen Fällen hätten sich männliche und weibliche, ebenfalls entkleidete Soldaten eine Tamponade in den Anus einführen müssen. Die Staatsanwaltschaft Hechingen stellte das Verfahren jedoch ein, nachdem keine ausreichenden Belege für die Vorwürfe festgestellt werden konnten. Die tatsächlichen Handlungen hätten sich allesamt im Rahmen der Ausbildungsvorschriften bewegt und wären durch verkürzte und fehlerhafte Darstellung des Ministeriums zu Skandalen aufgebauscht worden. Kritiker vermuteten eine PR-Aktion der Ministerin von der Leyen.
Als Reaktion auf die vermeintlichen Vorfälle zog Bundesministerin der Verteidigung Ursula von der Leyen personelle Konsequenzen. Nach Einstellung des Verfahrens wurden diese als voreilig und unbegründet kritisiert. So wurde Oberst Thomas Schmidt am 1. März 2017 von seinen Pflichten als Kommandeur entbunden und das Kommando an Oberst Carsten Jahnel übergeben. Darüber hinaus wurde laut Spiegel der Leiter des Referats Innere Führung im Bundesverteidigungsministerium, Oberst Burkhard Köster, von seiner Aufgabe entbunden.

## Kommandeure
| Name                           | Beginn der Berufung | Ende der Berufung |
| ------------------------------ | ------------------- | ----------------- |
| Oberst Christian Schoebel      | 21. März 2025       | -                 |
| Oberst Andreas Schmand         | 30. März 2023       | 21. März 2025     |
| Oberst Albrecht Katz-Kupke     | 13. Dezember 2018   | 30. März 2023     |
| Oberst Carsten Jahnel          | 1. März 2017        | 13. Dezember 2018 |
| Oberst Thomas Heinrich Schmidt | 21. Juni 2013       | 1. März 2017      |
| Oberst Peter Seidenspinner     | 21. August 2005     | 21. Juni 2013     |
| Oberst Fritz Jürgen Urbach     | 1. Juni 2003        | 21. August 2005   |
| n.n.                           |                     |                   |

## Beteiligte Nationen
Gemäß dem Memorandum of Understanding, das zwischen Deutschland und seinen Partnern geschlossen wurde, werden in Pfullendorf auch Soldaten befreundeter Nationen ausgebildet. Das Vereinigte Königreich war zwar Gründungsmitglied, stieg jedoch im Laufe der Zeit aus und bildet seine Soldaten seitdem in eigenen Ausbildungseinheiten aus. Davor wurden auch Soldaten des Special Air Service (SAS) in Deutschland ausgebildet. Die verbliebenen Nationen sind Belgien, Griechenland, Italien, Niederlande, Norwegen, Rumänien, Türkei und die Vereinigten Staaten.

## Gliederung
Das Ausbildungszentrum ist wie folgt gegliedert:
- Stab
- International Special Training Center (ISTC)
- Bereich Lehre/Ausbildung (II. - VI. Inspektion)
- Bereich Unterstützung

### Stab
Der Stab bildet den militärischen Verwaltungsteil des Ausbildungszentrums. Er gliedert sich in die klassischen Stabsabteilungen, die dem Kommandeur zuarbeiten. Geleitet werden diese Abteilungen von Offizieren mit einem Unteroffizier bzw. von Stabsoffizieren mit einem Offizier als Stellvertreter.

### International Special Training Center (ISTC)
Das ISTC bildet den internationalen Teil des AusbZSpezlOp. Es untersteht direkt dem Kommandeur des Ausbildungszentrums. Im ISTC werden Planungs- und Führungs- sowie Scharfschützen- und Sanitätslehrgänge durchgeführt. 

### Bereich Lehre/Ausbildung
Dem Bereich Lehre/Ausbildung unterstehen die II., III., IV., V. und VI. Inspektion. Die VI. Inspektion entstand 2024/25 aus der ehemaligen Spezialausbildungskompanie 209. Diese Bereiche unterstehen organisatorisch dem Leiter Bereich Lehre/Ausbildung. 
Die II. Inspektion führt Überlebens- und Sanitätslehrgänge für Spezialkräfte und spezialisierte Kräfte wie z. B. Fallschirmjäger durch.
Die III. Inspektion führt Laufbahn- und Sonderlehrgänge für die spezialisierten Kräfte, vorrangig Fallschirmjäger mit erweiterter Grundbefähigung wie „Urbaner Angriff“, Schießtechnik, Nahkampf, Einsatzplanung, „Patrolling“ und „Gewässerseitige Infiltration von Operationsräumen“ (Waterborne Infiltration) durch.
Die IV. Inspektion am Ausbildungszentrum ist die ehemalige VI. Inspektion der Luftlande-/Lufttransportschule in Altenstadt und wurde zum 1. Januar 2016 in Pfullendorf aufgestellt. Sie ist, wie vorher die VI. Inspektion der LL/LTS, verantwortlich für die Durchführung von Überlebenslehrgängen von Luftfahrzeugbesatzungen und besonders gefährdetem Personal sowie Lehrgängen für Offizieranwärter des Truppendienstes der Luftwaffe und des Sanitätsdienstes.
Die V. Inspektion führt Medic-Lehrgänge für spezialisierte Kräfte und Spezialkräfte durch, die sogenannte CFR (Combat First Responder) Ausbildung.
Die ehemalige Spezialausbildungskompanie 209 war für die Ausbildung des Führernachwuchses der Fallschirmjägertruppe zuständig. Die hier als Feldwebelanwärter eingestellten Soldaten wurden im Rahmen eines 3-Jährigen Ausbildungsprogramms zu Fallschirmjägerfeldwebeln ausgebildet. In dieser Zeit durchliefen sie die Grund-, Spezial- und Dienstpostenausbildung, wurden in der Luftlande-/Lufttransportschule Altenstadt zu Fallschirmspringern ausgebildet und erhielten diverse Führerscheine, bspw. der Klasse G. 
Durch die Umstellung der Feldwebelausbildung im Heer wurde diese wieder in die Truppe, also direkt in die beiden Fallschirmjägerregimenter zurück verlagert. Dadurch schmolzen die Aufträge der SpezAusbKp 209 nach und nach ab, bis diese im Oktober 2024 außer Dienst gestellt wurde. 
Von der ursprünglichen Fallschirmjägerausbildung in der Spezialausbildungskompanie 209 sind heute nur noch die Lehrgänge "Grundlagen Spezielle Operationen" und "Feldwebel Spezielle Operationen"  übrig. Diese werden in der 2023 neu aufgestellten VI. Inspektion ausgebildet. 

### Übungszentrum Spezielle Operationen (ÜbZSpezlOp)
In Pfullendorf befand sich bis Mai 2015 ein Ausbildungsstützpunkt des Simulationssystem für Rahmenübungen (SIRA), einem Gefechtsübungssimulationssystem für simulationsunterstützte Rahmenübungen auf Bataillonsebene (AusbStPkt GefÜbSimSys Btl). Seine Aufgabe ist die Ausbildung von Bataillonskommandeuren der Division Schnelle Kräfte (DSK) und deren Stäbe durch EDV-gestützte Rahmenbedingungen. SIRA unterstützt Plan-, Stabs- und Rahmenübungen und arbeitet nach dem Prinzip eines verdeckten Planspieles in Echtzeit. Alle Abläufe eines Gefechts, einer Operation bzw. eines Einsatzes können so am Computer verfolgt und ausgewertet werden.

## Verbandsabzeichen

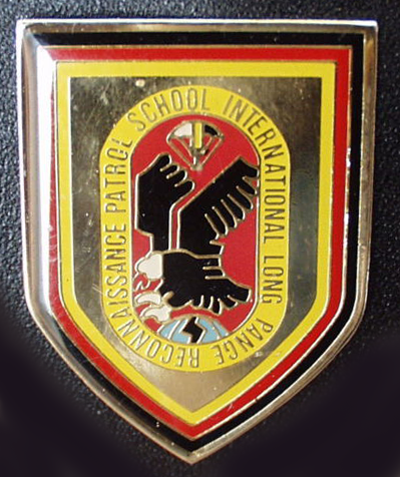
Früheres internes Verbandsabzeichen Internationale Fernspähschule

Das Verbandsabzeichen zeigt, wie ursprünglich bei allen Verbandsabzeichen der Schulen des Heeres, zwei gekreuzte Schwerter mit dem weißen Buchstaben „S“ auf rotem Grund. Das Verbandsabzeichen ist grün-bordeauxrot umflochten. Grün entspricht der Waffenfarbe der Infanterie, die mit Fallschirmjägern den Kampftruppenkern der Division Schnelle Kräfte bildet und die einst auch die Soldaten des Kommando Spezialkräfte und bis 1976 die Fernspäher umfasste. Bordeauxrot entspricht der Barettfarbe unter anderem der Fallschirmjäger, des Kommando Spezialkräfte und der früheren Fernspähtruppe.
Das ehemalige Verbandsabzeichen der Internationalen Fernspähschule war noch goldgelb umrandet und entsprach damit der Waffenfarbe der früheren Truppengattungen Fernspähtruppe und Panzeraufklärungstruppe. Heute wäre diese Umrandung verwirrend, da goldgelb als Waffenfarbe der Heeresaufklärungstruppe eher auf das Ausbildungszentrum Heeresaufklärungstruppe, das die Ausbildung der Heeresaufklärungstruppe und damit aller Aufklärungskräfte des Heeres seit 2007 zusammenfasst, hinweisen würde.

## Paracross
In der Zeit, in der das Ausbildungszentrum noch Internationale Fernspähschule war, hat der internationale Fernspähwettkampf Paracross seinen Ursprung. Bei diesem militärischen Mehrkampf waren die Disziplinen Laufen mit 40kg-Rucksack, 2-Tonner-Ziehen, Kleiderschwimmen, Schießen und Fallschirmspringen gefordert. Der Paracross war nicht als Leistungsvergleich zu verstehen, sondern diente der Zusammenkunft nationaler und internationaler Militärangehöriger und Reservisten. Bis 1993 wurden im Paracross noch militärische Weltmeisterschaften ausgetragen, wobei zwei Weltmeistertitel von Deutschland errungen werden konnten (1986 und 1987). Durch internationale Umstrukturierungen wurden diese allerdings eingestellt. Diese Wettbewerbe galten als extrem hart und anspruchsvoll (damals noch: "Fallschirmspringen", "50 km Orientierungslauf", "ParaCross Hindernisbahn", "Nahkampf", "Schieß-Laufkombination").